# FC Seoul

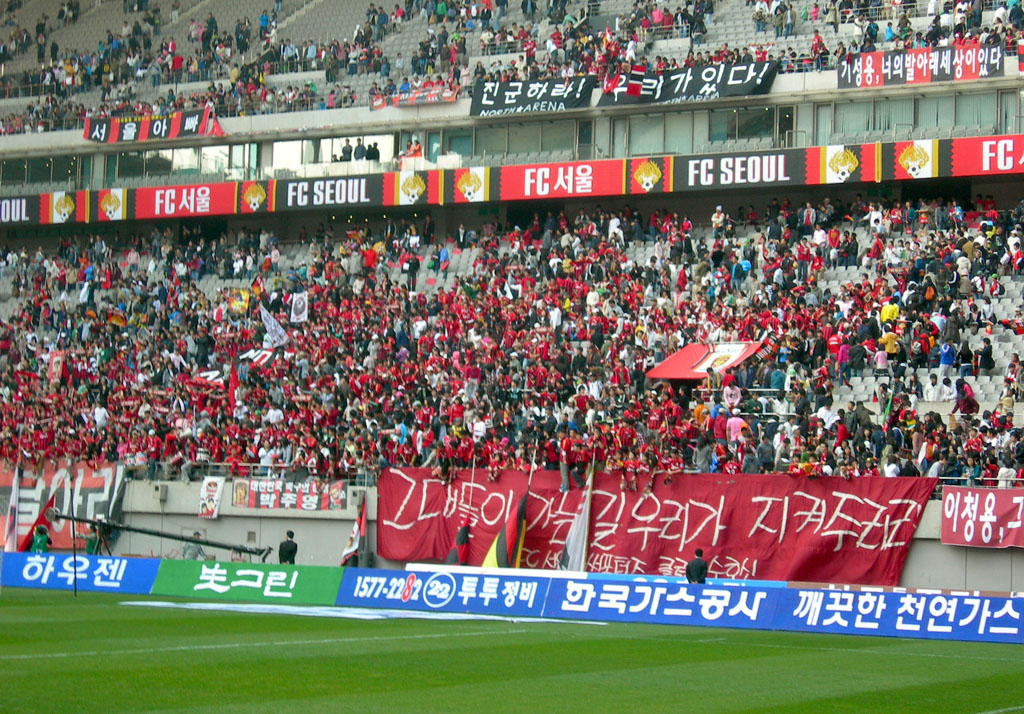
Fans in 2008

Football Club Seoul is een Zuid-Koreaans voetbalclub uit Seoul. De club werd opgericht in 1983 als Lucky-Goldstar Hwangso. De thuiswedstrijden worden in het Seoul World Cupstadion gespeeld, dat plaats biedt aan 68.376 toeschouwers. De clubkleuren zijn rood-zwart.

## Naamswijzigingen
| Jaar | Naam                                | Bijzonderheid          |
| ---- | ----------------------------------- | ---------------------- |
| 1984 | Lucky-Goldstar Hwangso              | Oprichting             |
| 1990 | Lucky-Goldstar Hwangso, LG Cheetahs | Seoul                  |
| 1996 | Anyang LG Cheetahs                  | Verhuizing naar Anyang |
| 2004 | FC Seoul                            | Terugkeer naar Seoul   |

## Erelijst
Nationaal
- K League Classic
  - Winnaar (6) : 1985, 1990, 2000, 2010, 2012, 2016
  - Runner-up (5) : 1986, 1989, 1993, 2001, 2008
- FA Cup
  - Winnaar (2) : 1998, 2015
  - Runner-up (2) : 2014, 2016
- League Cup
  - Winnaar (2) : 2006, 2010
  - Runner-up (4) : 1992, 1994, 1999, 2007
- Super Cup
  - Winnaar (1) : 2001
  - Runner-up (1) : 1999

#### Internationaal
- AFC Champions League
  - Winnaar (0) :
  - Runner-up (2) : 2002, 2013

## Bekende (ex-)spelers
- Choi Dae-shik (1990-1995)
- Choi Yong-soo (1994-2000, 2006)
- Lee Young-pyo (2000-2002)
- Choi Tae-uk (2000-2003, 2010-2013)
- Kim Dong-jin (2000-2006, 2011)
- Grafite (2003)
- Lee Chung-yong (2004-2009)
- Park Chu-young (2005-2008)
- Ki Sung-yong (2006-2009)
- Kiki Musampa (2008)
- Dejan Damjanović (2008-2013)
- Son Heung-Min
- Hwang In-beom (2022)
- Jesse Lingard (2024-heden)

## Bekende (ex-)coaches
- Şenol Güneş (2007-2009)